# وزارة الداخلية (إندونيسيا)
وزارة الداخلية (بالإندونيسية: Kementerian Dalam Negeri)‏ المعروف اختصارًا كيمينداغري، هي وزارة داخلية تابعة للحكومة الإندونيسيَّة والمسؤولة عن شؤون البلاد. عُرفت سابقًا باسم وزارة الشؤون الداخلية حتى عام 2010 حين تغيَّرت إلى مسمى وزارة الداخلية وفقًا للائحة رقم 3 لعام 2010.
تعد الوزارة إلى جانب وزارة الدفاع ووزارة الخارجية، من الوزارات المذكورة صراحةً في دستور إندونيسيا، ولذلك لا يمكن لرئيس الجمهورية حل الوزارة. ووفقًا للمادة 8 من الدستور، فإنه في حالة عدم تمكن كل من الرئيس ونائب الرئيس من العمل في نفس الوقت وبشكل مُتعاون، فإن الحكم يقع مؤقتًا ضمن مسؤولية الحكم الثُّلاثي، والمكونة من عضويَّة كل من وزير الخارجية والداخلية والخارجية. يحكم وزير الدفاع بشكل متزامن حتى انتخاب الرئيس ونائب الرئيس التاليين من قبل مجلس شورى الشعب خلال ثلاثين يومًا من شغور المنصبين.
وزير الداخليَّة الإندونيسي الحالي هو تيتو كارنافيان، اعتبارًا من 23 أكتوبر 2019.

## المسؤوليات
تعد المسؤوليات الرئيسية للوزارة هي صياغة وتحديد وتنفيذ السياسات المتعلقة بالحكم السياسي والعامة، مثل الحكم الذاتي الإقليمي، وتطوير الإدارة الإقليمية والقروية ومسائل الحكم، والتنمية الإقليمية والتمويل وكذلك التركيبة السكانية والسجلات المدنية. وتراجع القوانين المُقررة من المجالس التشريعية الإقليمية. يُنصب وزير الشؤون الداخلية حكام المقاطعات المنتخبين رسميًا نيابة عن الرئيس.

## معرض الشعارات

شعار وزارة الداخلية (2009-2020)
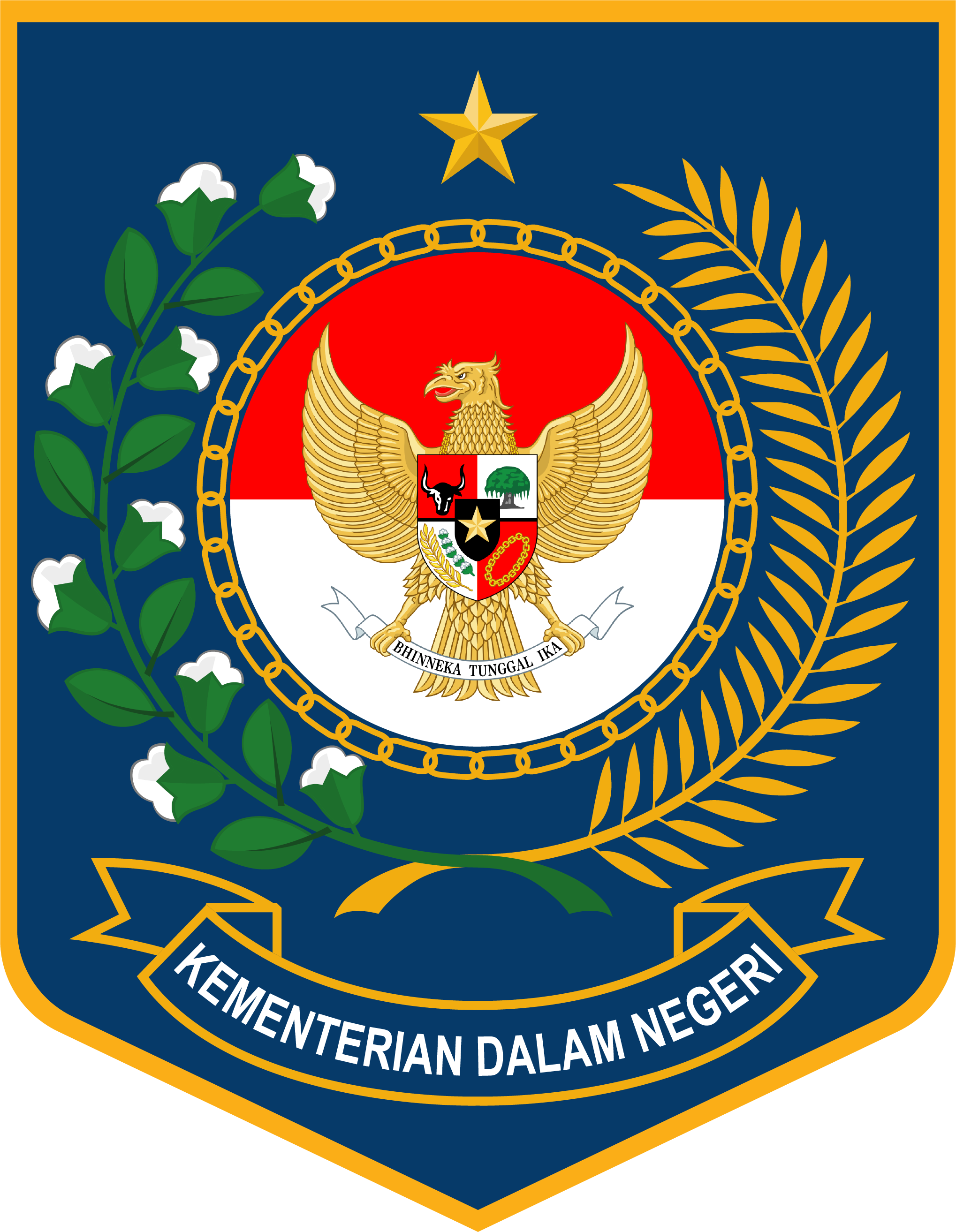
شعار وزارة الداخلية (2020 - حاليًا)